# Shōichirō Sakamoto
Shōichirō Sakamoto (japanisch 阪本 翔一朗 Sakamoto Shōichirō; * 18. August 1995 in Kashihara) ist ein ehemaliger japanischer Fußballspieler.

## Karriere
Sakamoto erlernte das Fußballspielen in der Schulmannschaft der Kagawa Nishi High School. Seinen ersten Vertrag unterschrieb er 2014 bei Zweigen Kanazawa. Der Verein spielte in der dritthöchsten Liga des Landes, der J3 League. 2014 wurde er mit dem Verein Meister der J3 League und stieg in die J2 League auf. Für den Verein absolvierte er 11 Ligaspiele. Im Juni 2015 wurde er an den Tegevajaro Miyazaki ausgeliehen. 2017 wechselte er zu Albirex Niigata (Singapur). Ende 2017 beendete er seine Karriere als Fußballspieler.